# Gott, gib dein Gerichte dem Könige
Gott, gib dein Gerichte dem Könige (BWV Anhang 3) ist eine verschollene geistliche Kantate von Johann Sebastian Bach, die er in Leipzig 1732 beim Ratswechsel uraufführte.
Fünf der Kantaten für den Ratswechsel, die Bach in Leipzig schrieb, sind erhalten. Diese Veranstaltung fand in der Regel jährlich in der Nikolaikirche statt. Zu diesem festlichen Anlass hätte Bach vermutlich für diese verlorene Kantate Trompeten ins Orchester aufgenommen.

## Text
Der Text wurde von Christian Friedrich Henrici (auch als Picander bekannt) verfasst, der ihn aus dem Buch der Psalmen entnommen hatte.